# Tre Tjudrade Oxar
Tre Tjudrade Oxar är en fiktiv person skapad av Terry Pratchett.

## Förekomster
Tre Tjudrade Oxar förekommer i Spännande tider, och verkar inte vara särskilt smart. Han tillhör armén Röda Armén och skriker ofta slagord, som till exempel "Rengör Staten Med Martyrers Blod!". 

### Lista över revolutionära slagord som Tre Tjudrade Oxar uppfunnit
- "Rengör Staten Med Martyrers Blod!"
- "Gör Betydande Offer För Det Allmännas Bästa!"
- "Länge Leve Folkets Strävan!"